# Scirtothrips taxodii
Scirtothrips taxodii är en insektsart som beskrevs av Ian A. Hood 1954. Scirtothrips taxodii ingår i släktet Scirtothrips och familjen smaltripsar. Inga underarter finns listade i Catalogue of Life.